# Thorold

Throld é uma cidade do Canadá, localizada no sul da província de Ontário. Sua população é de 18 048 habitantes (do censo nacional de 2001).